# 満寵
満 寵（まん ちょう、? - 242年）は、中国後漢末期から三国時代の魏の武将・政治家。字は伯寧。兗州山陽郡昌邑県の人。子は満偉・満炳。娘は司馬榦の妻。孫は満長武・満奮。『三国志』魏志「満田牽郭伝」に伝がある。

## 生涯

### 酷吏として出世
身長は8尺（約190cm）あったと伝えられる。18歳の時に山陽郡の役人（督郵）になった。郡内で私兵を率いて乱暴していた李朔という人物は、二度と乱暴しなくなったという。高平県令を代行した際、督郵張苞（張飛の子とは別人）の横暴を見てこれを逮捕し、その場で拷竟（拷問致死）した上で、そのまま自ら官職を捨てて帰郷したという逸話を持つ。
その後、曹操に仕えた。曹洪配下の将が曹氏の権勢を笠に着て略奪を行った時、満寵は速やかにこれを逮捕した。そして曹洪から曹操への働きかけがあった事を知ると、直ちに処刑した。この行為は曹操に大いに賞賛された。
楊彪が逮捕された際、荀彧や孔融に手心を加えるよう頼まれたが、満寵は規則通り（注によると、笞打ち）に訊問した上で、曹操に「処罰するなら罪を明確にすべきである」と直言した。このため曹操は楊彪を赦免した。
これらの事からわかるように、満寵は于禁と同様に誰に対しても公明正大で法に厳しかったが、傲慢ではなかったので人から疎まれることはなかった。

### 軍人として活躍
官渡の戦いの時期には、袁紹の郷里である汝南太守を務め、袁氏与党の軍を滅ぼし、農耕に従事させた。
曹操の荊州征伐に従い、曹操が帰還すると奮威将軍を兼務し当陽県に駐屯した。
孫権が国境に攻め入ると、曹操は満寵を召し還して再び汝南太守とし、関内侯の爵位を与えた。
後に、曹仁の参謀として樊城に駐屯した。219年、劉備軍の関羽が攻めて来た時は、救援に来た于禁ら七軍が洪水により壊滅し、樊城も水没して崩壊しつつあった。ある人が曹仁に降伏を進言したが、満寵は「山の水は引くのが速く、この状況は長くは続かない」と反対した。曹仁は満寵の意見を良しとした。徐晃の援軍を得て関羽が撃退されると、満寵は安昌亭侯に進封された。

### 呉との攻防
曹丕（文帝）の時代には揚武将軍となり、三方面から呉を攻撃したときも、それに従軍した。呉との江陵での戦いで功績を挙げて伏波将軍に任命され、新野に駐屯し仮節鉞となった。半年で曹真・夏侯尚・徐晃・張郃・文聘らとともに朱然と交戦したが、戦死者も数多となり、江陵を攻められなかったので撤退した。また、曹丕の南征に従って、敵の夜襲を見破り散々に打ち破ると、南郷侯に進封されたが、最終的に魏軍は呉に敗れた。224年には前将軍に昇進した。
曹叡（明帝）が即位すると昌邑侯に進封された。
228年、曹休・司馬懿・賈逵が揚州・荊州・豫州・雍州・涼州の五軍の指揮を執り、石亭・江陵・濡須東関に三方面から侵攻した。満寵は賈逵の軍に胡質達と共に監軍として従軍し、武昌を目指し進撃していたが、揚州方面の軍の指揮を執っていた曹休が孫権の計略にかかり大敗したため、犠牲者も数万人以上となり、敗れている（石亭の戦い・「賈逵伝」）。また、司馬懿や張郃らも江陵を攻め落れずに退却した。
同年、曹叡は濡須東関に賈逵・満寵らを命じて再び攻めてきたが、陥落させることができずに負けた。
曹叡は呉・蜀漢に対して完全に専守防衛に行い、賈逵の死後に豫州刺史を兼任し、曹休の死後に都督揚州諸軍事となった。揚州への転勤の際、汝南の民や兵士の多くが満寵を慕って勝手についていったため問題になり、詔勅により親衛兵千人を率いていく事が許され、その他一斉が不問とされた。
230年には征東将軍となった。冬に再び孫権が合肥に攻め寄せる気配があったため、兗州と豫州の軍を召集する事を上奏し侵攻に備えた。孫権が撤退する気配を見せたので、こちらも撤退するよう詔勅が下ったが、満寵は孫権の撤退は偽装と読み、引き続き備えを怠らなかった。孫権は10日ほどしてから再び来襲したが、合肥を攻められなかったので無事に撤退した。
231年、呉の孫布という武将が投降を申し入れてきた。王淩がこれを出迎えたいと申し出たが、満寵は投降を偽装と読んだため、王淩に自重を求めた。偶然入朝する用事ができたため、留府長史には王淩が兵士を要求しても与えてはならないと厳命しておいたが、王淩は自らの督将軍に僅かな手勢だけを与えて孫布を出迎えに行かせた。王淩は呉に敗れ、孫布の夜襲により兵の多く失うことになった。
満寵と王淩はこれ以前から対立しており、満寵が召喚されたのも、王淩の息のかかった者が満寵を老いと疲れにより耄碌していると讒言したからであった。満寵と目通りした曹叡は、満寵が壮健なことを確認できたため、任地に返そうとした。しかし満寵はこのまま朝廷に留まることを願った。曹叡は満寵を馬援・廉頗に準え鼓舞した。
232年、呉の陸遜が廬江に侵攻してきた。部下達がすぐに救援に赴くよう勧めたが、満寵は落ち着いて対処すれば良いとした。軍を整え、陽泉口まで赴いたところで呉軍は既に撤退した。
233年、孫権は毎年のように合肥侵攻を企てていた。合肥城は寿春の遠く南にあり、江湖に近接した位置にあったため、過去の攻防戦においては呉の水軍の機動力の有利さが発揮されやすい展開が多くあった。満寵は上表し、合肥城の立地の欠点を指摘した上で、北西に30里の地に新たに城を築くことを進言した。蔣済がこれを弱気な作戦であり、味方の士気を削ぐことになると反対したが、満寵は重ねて上奏し、兵法の道理を引きながら築城の長所を重ねて主張した。尚書の趙咨は満寵の意見を支持し、曹叡の聴許を得た。こうして合肥新城が築かれた。建設に莫大な費用がかかることもあって、合肥城ともども廃れていった。
同年、孫権が合肥に攻め寄せたが、合肥新城が岸から遠い場所にあったため、敢えて上陸しようとしなかった。しかし満寵は、孫権は武威を振るっているので、必ず陸に上がることに違いないと判断した。伏兵として歩騎兵を6千用意したところ、果たして孫権は上陸したため、伏兵により百人の首を斬った。
234年、孫権は十万の軍勢であると呼称し合肥新城に攻め寄せてきた（「明帝紀」）。蜀漢の諸葛亮の北伐（五丈原の戦い）は孫権に呼応して（「満寵伝」）、二十万の軍勢であると呼称し祁山に攻め寄せてきた。合肥の魏軍が苦戦に陥り、これを恐れていた満寵は合肥新城を放棄し寿春へ撤退する作戦を願い出たが、曹叡に拒絶されている（「明帝紀」）。満寵は、合肥新城へ救援に赴き、数十人の義勇兵を募り、松と麻の油を用いて風上より火をかけ、呉軍の攻城兵器を焼き払った上、さらに曹操と孫権の甥の孫泰を射殺した。張穎とともに力を尽くして戦ったが、呉軍は依然として頑強に猛攻した。魏の中央大軍が迫ったので、孫権は大損害を受ける事を避けて、曹叡の援軍が到着する前に撤退した（合肥新城の戦い）。
235年春、孫権は江北に兵を送り屯田を始めさせた。満寵は、収穫の時期に屯衛兵達が各地に点在し、陣が伸びきったのを見て、これを襲撃すべきと判断した。また各地の県長に軍を率いて東上させた。さらに各地の屯衛を撃破させ、穀物を焼き払った。詔勅により軍功が称され、鹵獲品は全て将兵の恩賞とされた。
曹叡が没し曹芳（斉王）の時期になった238年3月、老年のため中央に召喚され太尉となった。家には余財がなかったため、詔勅により特別に物資が下賜された。加増による領邑は9600戸になり、子と孫2人が亭侯とされた。
242年3月死去した。景侯の諡号を贈られた。
子孫の満偉（子）・満長武（孫）・満奮（孫）もまた、身長が8尺あったと伝わる。満偉は人品に優れており衛尉まで上り、満長武は満寵の風格を有していたという。しかし、司馬昭に疎まれて殺害され、父の満偉もまた失脚し、平民に落された。満奮は満偉の弟の子であり、やはり満寵の風格があったという（『晋諸公賛』）。西晋の時代に尚書・司隷校尉となった。
また、満寵のもう一人の子の満炳は別部司馬となった。

## 三国志演義
小説『三国志演義』では、劉曄の推薦を受けて曹操の家臣となり、楊奉配下だった旧知の徐晃を曹操陣営に引き入れることに成功するなど、物語の初期においては弁舌の士という描かれ方がされている。